# 陳紳 (正德舉人)
陳紳（15世紀—16世紀），字文佩，福建延平府南平縣人，明朝政治人物。

## 生平
陳紳是正德十四年（1519年）福建鄉試舉人，授寧遠知縣，當地位處西粵，以苗民雜居號稱難治，他就召來長老諭以禍福，令苗民貼服；處事面惡心慈，嚴正拒絕曲意逢迎者；而催科折斷昌村愛養，不忍峻法以繩民間，閒時也召來諸生講學，人民都感激他。三年後邑內稱治，入覲考最，因為母親年老不便迎養，三次上疏改任教職，補為廣州府教授，赴任順道抵家，次日母親逝世，他哀慟成疾，很快也去世，入祀寧遠名宦祠。

## 家族
子陳應鶚，嘉靖二十五年舉人，官至萬知州州；孫陳正謨，萬曆二年進士。

## 引用
1. 1 2  民國《南平縣志·卷十九·人物志》：陳紳，字文佩，正德己卯鄉薦，知寧遠縣，地界西粵，雜以苗民，強梗難治，紳徧歷鄉曲，召諸長老諭以禍福，諸苗悚聽莫不帖服；居官三載邑稱治，入覲考最，以任遠母老不便迎養，三疏乞改教職，補廣州教授，便道抵家一日而母卒，紳哀慟成疾，未幾亦卒。子應鶚，嘉靖丙子【午】鄉薦，歷判濟南府，督餉遼東，出納無私、邊軍心服，政暇教民接竹引水溉田，邊民轉相效法，年獲有秋，陞知萬州致政歸。孫正謨，字宗禹，萬歷甲戌進士……
2. ↑  嘉慶《寧遠縣志·卷六》：陳紳，福建南平人，舉人，知縣事操修嚴而心慈，邑舊有奸猾曲為附合以希容悅，皆一切叱去不令近左右；而催科折斷昌村愛養，不忍峻法以繩民間，時進諸生親為講究，士多感激，文風丕變，民至今德之，祀名宦。